# 둥밍 조선족 향
둥밍 조선족 향(중국어: 东明朝鲜族乡, 한어병음: Dōngmíng cháoxiǎn zú xiāng, 중국조선어: 동명조선족향) 중화인민공화국 헤이룽장성 허강시 뤄베이현 관할의 조선족 민족향이다.

## 행정구역
7개의 촌을 관할하고 있다.
둥밍 촌(중국어 간체: 东明村, 중국조선어: 동명촌), 리밍 촌(중국어 간체: 黎明村, 중국조선어: 리명촌), 
훙셴 촌(중국어 간체: 红鲜村, 중국조선어: 홍선촌), 훙광 촌(중국어 간체: 红光村, 중국조선어: 홍광촌), 
훙펑 촌(중국어 간체: 红丰村, 중국조선어: 홍풍촌), 신셩 촌(중국어 간체: 新胜村, 중국조선어: 신생촌), 
신싱 촌(중국어 간체: 新兴村, 중국조선어: 신흥촌).